# Fred Haise
Fred Wallace Haise, Jr. (Biloxi, Misisipi, 14 de noviembre de 1933) es un astronauta estadounidense.

## Estudios
En su juventud estudió en la escuela superior de Biloxi y en el Perkinston Junior College (actualmente conocido como Mississipi Gulf Coast Community College). Se graduó con honores en ingeniería aeronáutica por la Universidad de Oklahoma en 1959. Posteriormente completó los cursos de posgrado en la Escuela de pilotos de prueba de la USAF, en la Base de la Fuerza Aérea de Edwards, en 1964 y en el Program for Management Development de la Escuela de Negocios de la Universidad de Harvard, en 1972.
Completó su entrenamiento como piloto naval en 1954, sirviendo luego como piloto de caza para el Cuerpo de Marines de los Estados Unidos.

## Carrera en la NASA

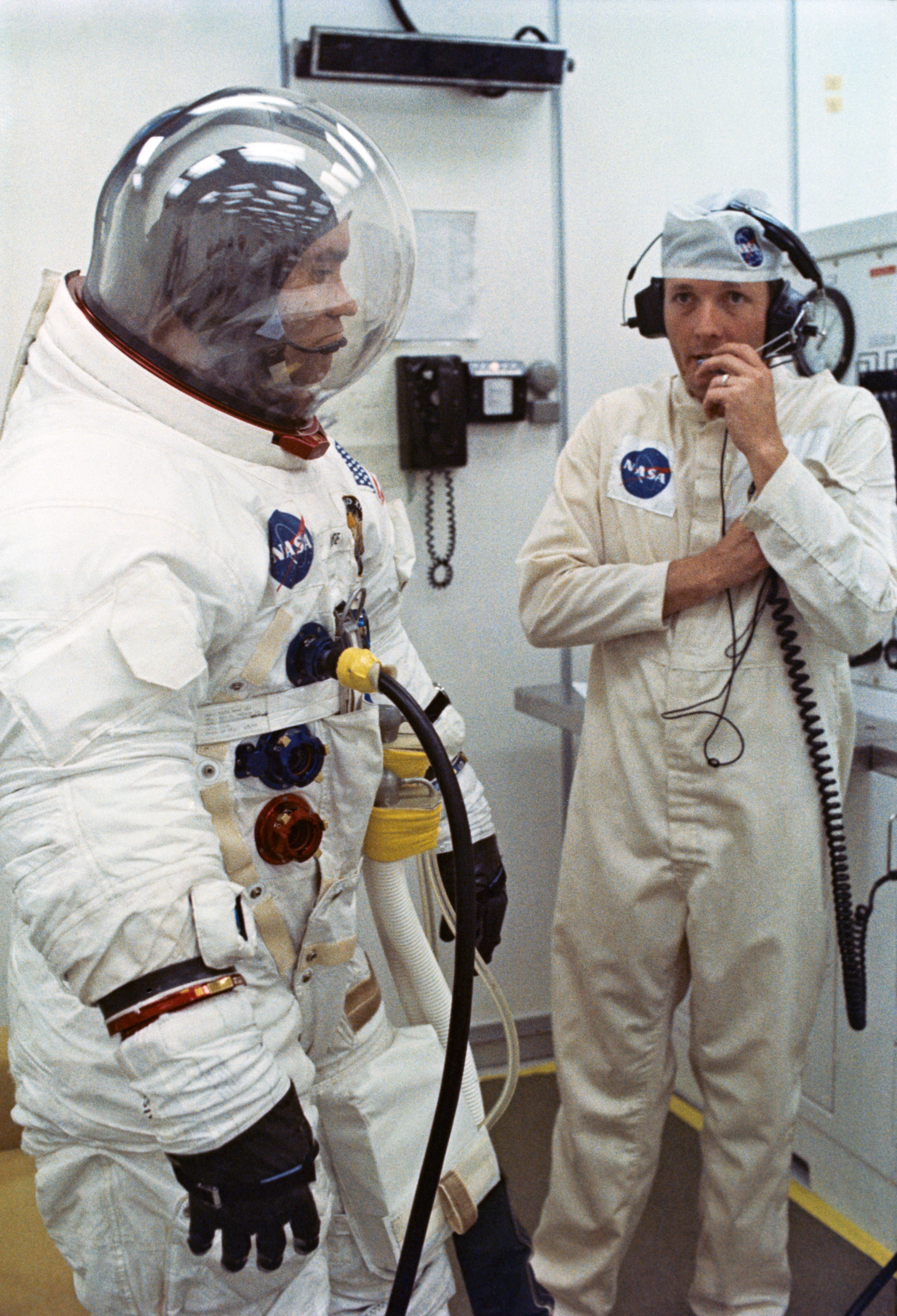
El astronauta de la NASA Fred W. Haise, Jr. junto a un técnico de trajes espaciales, listo para la misión Apolo 13 en el Centro Espacial Kennedy el 11 de abril de 1970.

Su carrera en la NASA se inició como piloto de investigación aeronáutica en el Lewis Research Center, en 1959. Sus siguientes destinos fueron como piloto de pruebas en el centro Dryden de pruebas de vuelo de la NASA en 1963 y como astronauta en el Johnson Space Center, en 1966. Haise fue el primero del grupo seleccionado en 1966 que fue asignado a los trabajos en la nave Apolo, por delante de algunos astronautas, miembros del llamado "grupo 3".
Fue seleccionado como parte de la tripulación suplente de los vuelos Apolo 8, Apolo 11 y Apolo 16; todas ellas misiones lunares. Voló como piloto del módulo lunar en la malograda misión del Apolo 13, en 1970, y fue también seleccionado como comandante de la misión Apolo 19, posteriormente cancelada.
Tras el programa Apolo, realizó cinco vuelos atmosféricos como comandante del transbordador espacial Enterprise en 1977 para las pruebas de aproximación y aterrizaje efectuadas en la base de Edwards. También fue seleccionado para comandar el vuelo originalmente programado para la misión del transbordador espacial STS-2, cuya finalidad era el rescate de la estación espacial Skylab, y que estaba previsto para 1979. Este vuelo, sin embargo, fue cancelado por los retrasos ocasionados en el desarrollo del programa del transbordador, que ocasionó que finalmente, el Skylab reentrara sin control en la atmósfera a mediados de 1979.

## Retiro
Fred Haise se retiró de la NASA en junio de 1979, y pasó a trabajar como ejecutivo de la Grumman Aerospace Corporation, antes de retirarse definitivamente en 1996. Actualmente el único superviviente del ALT y de la misión Apolo 13.